# Monte Compatri
Monte Compatri là một đô thị ở tỉnh Roma trong vùng Latium thuộc Ý, có cự ly khoảng 20 km về phía đông nam của Roma on the Alban Hills, the old Labici. Tại thời điểm ngày 31 tháng 12 năm 2018, đô thị này có dân số 12.130 người và diện tích là 24,4 km².
Monte Compatri giáp các đô thị: Colonna, Grottaferrata, Monte Porzio Catone, Rocca di Papa, Rocca Priora, Roma, San Cesareo, Zagarolo.

## Cư dân nổi tiếng
- Marco Mastrofini, 1763 - 1845, nhà triết học, nhà toán học.
- Cardinal Pompeo Colonna (Roma 1479 - 1530).
- Giuseppe Ciaffei (Monte Compatri 1904 - 1982), nhà ngoại giao.
- Filippo Luzi (Monte Compatri 1665 - 1722), họa sĩ.
- Carlo Felici (Monte Compatri 1751 - 1820), nhà văn.
- Curzio Pagliari (Monte Compatri 1913 - 1991), họa sĩ, nhà điêu khắc.
- Alfredo Michetti (Monte Compatri 1919 - 1993), nhà thơ, họa sĩ.

## Thành phố kết nghĩa
- Calahorra, Tây Ban Nha

## Photo gallery

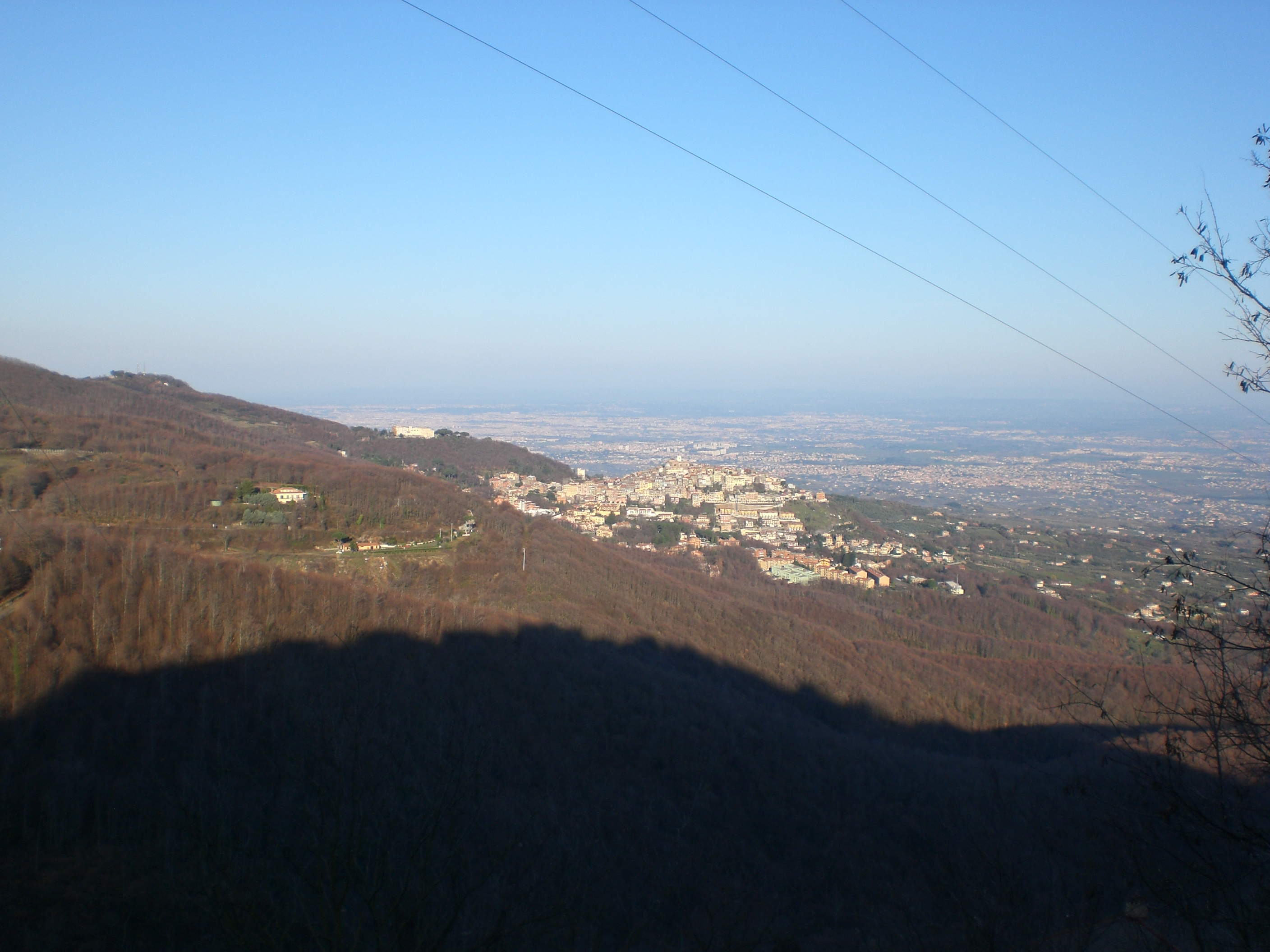
Monte Compatri